# Quintus Haterius
Quintus Haterius (* ca. 65 v. Chr.; † Ende 26 n. Chr.) war ein römischer Senator der frühen Kaiserzeit.
Haterius entstammte einer plebejischen Familie, die erst in der 2. Hälfte des 1. Jahrhunderts v. Chr. auftrat und in den Senat gelangte. Er war wahrscheinlich der Sohn des bei Marcus Tullius Cicero erwähnten Senators und Rechtsgelehrten Haterius, der im Jahre 43 v. Chr. proskribiert wurde.
Haterius wurde nacheinander Quästor, Volkstribun und Prätor, machte also die für die Erlangung des Konsulats übliche Ämterlaufbahn (cursus honorum) durch und wurde dann im Jahre 5 v. Chr. Suffektkonsul. Er war ein typischer Höfling, der sich durch übertriebene Schmeicheleien gegenüber den Principes Augustus und Tiberius hervortat. Wegen dieses Hanges zur Schmeichelei war er Tiberius trotz seiner entfernten Verwandtschaft zum Princeps zuwider. Im Jahre 14 n. Chr. schützte ihn die Mutter des Kaisers, Livia Drusilla, vor Tiberius’ Zorn, als er sagte: „Wie lange wirst du es noch dulden, Caesar, dass das Haupt des Staates nicht anwesend ist?“
Er war ein ausgezeichneter Redner, der im Jahre 16, wohl um dem übertriebenen Luxus verachtenden Kaiser zu gefallen, im Senat eine Rede gegen den Luxus der römischen Oberschicht hielt. Auch Seneca hob seine Rednergabe hervor. Im Jahre 22 machte sich Haterius lächerlich, als er für den Sohn des Kaisers, den jüngeren Drusus, übertriebene Ehrungen beantragte.
Haterius starb fast 90-jährig Ende des Jahres 26. Er hatte mindestens einen Sohn, den zu seinen Lebzeiten verstorbenen Sextus. Der ordentliche Konsul des Jahres 22, Decimus Haterius Agrippa, war sein Sohn oder Enkel.